# Oudemansiella platensis
Oudemansiella platensis är en svampart som först beskrevs av Speg., och fick sitt nu gällande namn av Speg. 1881. Oudemansiella platensis ingår i släktet Oudemansiella och familjen Physalacriaceae.   Inga underarter finns listade i Catalogue of Life.